# Edmond Duvernoy
Pour les articles homonymes, voir Duvernoy.
Edmond Charles Henri Duvernoy, né le 16 juin 1844 à Paris et mort le 13 décembre 1926 à Rouen, est un pianiste, baryton et professeur de musique français.
Il est le frère d'Alphonse Duvernoy.

## Carrière
Après avoir reçu l'enseignement de son père Charles-François Duvernoy, il étudie au Conservatoire de Paris. 
Très bon pianiste, il enseigne puis étudie le chant à l'Opéra-Comique.
Il débute sur scène dans le rôle de Mercutio lors de la première représentation du Roméo et Juliette de Charles Gounod à l'Opéra-Comique le 20 janvier 1873. 
Il chante aussi le rôle de Moralès lors de la première de Carmen de Georges Bizet le 3 mars 1875. Bizet composera trois versions du mélodrame de l'acte 1 pour Duvernoy.
Selon Charles Malherbe, il a une voix relativement douce qu'il utilise avec goût, et il a un talent suffisant pour devenir l'un des professeurs de chant les plus prisés de son temps.
En 1873, il chante le Ganymède de Galathée de Victor Massé avec sa future épouse, la soprano de l'Opéra-Comique Mlle Franck.
En 1877, Edmond Duvernoy et sa femme passent au Théâtre-Lyrique. 
Le 18 mai 1879, ils participent ensemble à la première privée des Contes d'Hoffmann d'Offenbach avec Edmond Duvernoy au piano.
De 1887 à 1910, Duvernoy enseigne le chant au Conservatoire de Paris, avec de nombreux élèves célèbres comme Aino Ackté, Germaine Bailac, Antoinette Laute-Brun, Anna Edström (sv), Pauline Donalda, Marie Lafargue, Gabriel Paulet, Thomas Salignac, Rose Féart ou Lucy Berthet.
Il est domicilié au no 27 rue de Marignan à Paris.
Il meurt à la gare de Rouen-Rive-Droite le 13 décembre 1926, et est inhumé au cimetière de Montmartre, dans la tombe où reposent ses parents (Charles-François Duvernoy et Clémence Chapuis) et son épouse, Adèle-Anna Kahn, dans la 32e division, avenue Guersant.
Décoré des Palmes académiques (officier d'Académie en 1881 puis officier de l'Instruction publique en 1888), il était également officier de l'ordre de la Légion d'honneur (nommé chevalier en 1901 puis promu en 1919).

## Distinctions
- Médaille commémorative de la guerre 1870–1871
- Officier d'académie (1881)
- Officier de l'Instruction publique 1888
- Officier de la Légion d'honneur (décret du 9 août 1919)[13]. Il est fait officier par Abel Combarieu le 17 octobre 1919.